# 易林
《易林》又名《焦氏易林》，十六卷，舊題西汉焦赣撰。《四库全书》将之列于“子部术数类”。
《易林》源自於《周易》，每一卦各變為六十四卦，六十四卦變四千零九十六卦。《易經》共有卦爻辭450條，《易林》有4096占卦變之辭，卦爻辭較之增加十倍之多，各繫以文辞，率皆四言韵語（偶有三言語），稱為“林辭”。《易林》占辞内容丰富，博涉先秦典籍，具有較高的文學价值。清人更将《易林》说《诗》归之于《齐诗》。胡适也認為這書有趣味性，但“本身并没有思想史料的价值。”錢鍾書在《管锥编》立《焦氏易林》专题，不談作者，專論本書的文學價值。《易林》提到《姤》之《损》辞曰：“梦饭不饱，酒未入口；婴女虽好，媒雁不许。”钱举出《楞严经》“如人说食，终不能饱”與唐代寒山诗“说食不能饱，说衣不免寒”，並加以申論：“‘梦饭’之造境寓意深于‘说食’，盖‘说食’者，自知未食或无食，而‘梦饭’者，自以为食或可得而食也。”
《易林》未著錄於《漢書·藝文志》，至《隋书·经籍志》始著录於“五行家”。《隋书》、《旧唐书》、《新唐书》各本“经籍志”皆载《焦氏易林》与《崔氏周易林》二書。作者眾說紛紜，一般有四種說法：焦延寿、崔篆、許峻，另外清人顧炎武則以為是東漢後期著作。余嘉锡於《四库提要辨证》详考此书，認為是东汉王莽时崔篆所撰。胡适更認為《焦氏易林》与《崔氏易林》是同一部。